# Heterosexualització
La heterosexualització (en anglès, straightwashing) és la pràctica de presentar a persones o personatges LGBTI com heterosexuals cisgènere, alterant o ometent aquesta informació sobre la seva vida.
La heterosexualització es manifesta habitualment en treballs de ficció, com en televisió o cinema, on personatges homosexuals, bisexuals o transsexuals en la realitat o en la literatura són reinterpretats com heterosexuals. També és freqüent la presentació de personatges històrics en els quals es limita aquest aspecte de la seva biografia.
Habitualment es justifica la heterosexualització per possibles reaccions de l'audiència a la normalització i visibilitat de la diversitat sexual.